# Klartjärnen, Dalarna
Klartjärnen är en sjö i Mora kommun i Dalarna och ingår i Dalälvens huvudavrinningsområde.